# Laura Leighton
Laura Leighton (Iowa City, 24 de julho de 1968) é uma atriz americana. Ela ficou conhecida pelo papel de Sydney Andrews na série de televisão dos anos 1990 Melrose Place, reprisado no spin-off de 2009. Também é mais conhecida pelo papel de Ashley Marin em Pretty Little Liars (2010–2017), a mãe de Hanna Marin.

## Vida pessoal
Nascida como Laura Miller, assumiu o sobrenome de seu avô em 1988. Se graduou na Iowa City West High School em 1986. Em maio de 1998, se casou com seu colega de elenco em Melrose Place Doug Savant. Eles têm dois filhos juntos: Jack Douglas Savant (nascido em 10 de outubro de 2000) e Lucy Jane Leighton Savant (nascida em 9 de junho de 2005). Laura também ajudou a criar as duas filhas do casamento anterior de Doug, Arianna Josephine Savant (nascida em 17 de janeiro de 1992) e Madeline Marie Savant (nascida em 20 de julho de 1993).

## Elogios
Seguindo sua atuação na segunda temporada de Melrose Place, foi capa da Entertainment Weekly na edição "The Fall TV Preview" de 1994. Em maio de 1994, foi capa da Rolling Stone com suas colegas de elenco Heather Locklear e Josie Bissett, em uma edição intitulada "The Hot Issue". Em 1995, foi nomeada para um Globo de Ouro de melhor atriz coadjuvante em televisão por seu trabalho na série. Também em 95, foi nomeada uma das pessoas mais bonitas do mundo pela revista People. O papel de Sydney Andrews, que ela assinou para reprisar no spin-off de 2009, foi reconhecido pela The Hollywood Reporter como "um dos personagens mais populares" da série original.

## Filmografia

### Cinema
| Ano  | Título                                 | Papel             | Nota                     |
| ---- | -------------------------------------- | ----------------- | ------------------------ |
| 1993 | Victim of Love: The Shannon Mohr Story | Agente de viagens | Telefilme; não creditada |
| 1995 | The Other Woman                        | Carolyn           | Telefilme                |
| 1995 | In the Name of Love: A Texas Tragedy   | Laurette Wilder   | Telefilme                |
| 1998 | Naked City: A Killer Christmas         | Gerry Millar      | Telefilme                |
| 1999 | Angels, Baby!                          | Jessica           |                          |
| 1999 | Clean and Narrow                       | Marie             |                          |
| 1999 | Seven Girlfriends                      | Anabeth           |                          |
| 2000 | The Sky Is Falling                     | Amber Lee         |                          |
| 2002 | We'll Meet Again                       | Fran Silman       | Telefilme                |
| 2004 | A Deadly Encounter                     | Joanne Sanders    | Telefilme                |
| 2007 | Love Notes                             | Nora Flannery     | Telefilme                |
| 2008 | Daniel's Daughter                      | Cate Madighan     | Telefilme                |
| 2008 | The Burrowers                          | Gertrude Spacks   |                          |
| 2009 | Mending Fences                         | Kelly Fariday     | Telefilme                |

### Televisão
| Ano                  | Título                            | Papel                    | Nota                                                           |
| -------------------- | --------------------------------- | ------------------------ | -------------------------------------------------------------- |
| 1993–97              | Melrose Place                     | Sydney Andrews           | 126 episódios                                                  |
| 1997                 | The Larry Sanders Show            | Ela mesma                | Temporada 5, Episódio 8                                        |
| Duckman              | Ditzi (voz)                       | Temporada 4, Episódio 9  |                                                                |
| 1998                 | Cupid                             | Kristy Holbrook          | Temporada 1, Episódio 15                                       |
| Beverly Hills, 90210 | Sophie Burns                      | Temporada 9, 6 episódios |                                                                |
| 2000                 | The Outer Limits                  | Anne Marie Reynolds      | Temporada 6, Episódio 11                                       |
| Early Edition        | Ginger                            | Temporada 4, Episódio 21 |                                                                |
| 2003                 | Skin                              | Cynthia Peterson         | 3 episódios                                                    |
| 2004                 | Tru Calling                       | Jordan Davies            | Temporada 1, Episódio 14                                       |
| 2005, 2007           | Eyes                              | Leslie Town              | Elenco principal                                               |
| 2006                 | CSI: Miami                        | Alyssa Prince            | Temporada 4, Episódio 13                                       |
| 2006                 | Boston Legal                      | Erica Dolenz             | Temporada 3, Episódios 8 e 9                                   |
| 2007                 | Shark                             | Angela Corbin            | Temporada 1, Episódio 17                                       |
| 2007                 | Law & Order: Special Victims Unit | Lillian Rice             | Temporada 8, Episódio 18                                       |
| 2009                 | Melrose Place                     | Sydney Andrews           | Elenco recorrente                                              |
| 2010–17              | Pretty Little Liars               | Ashley Marin             | Temporadas 1–6, Elenco principal Temporada 7, Elenco convidado |